# Gossliwil

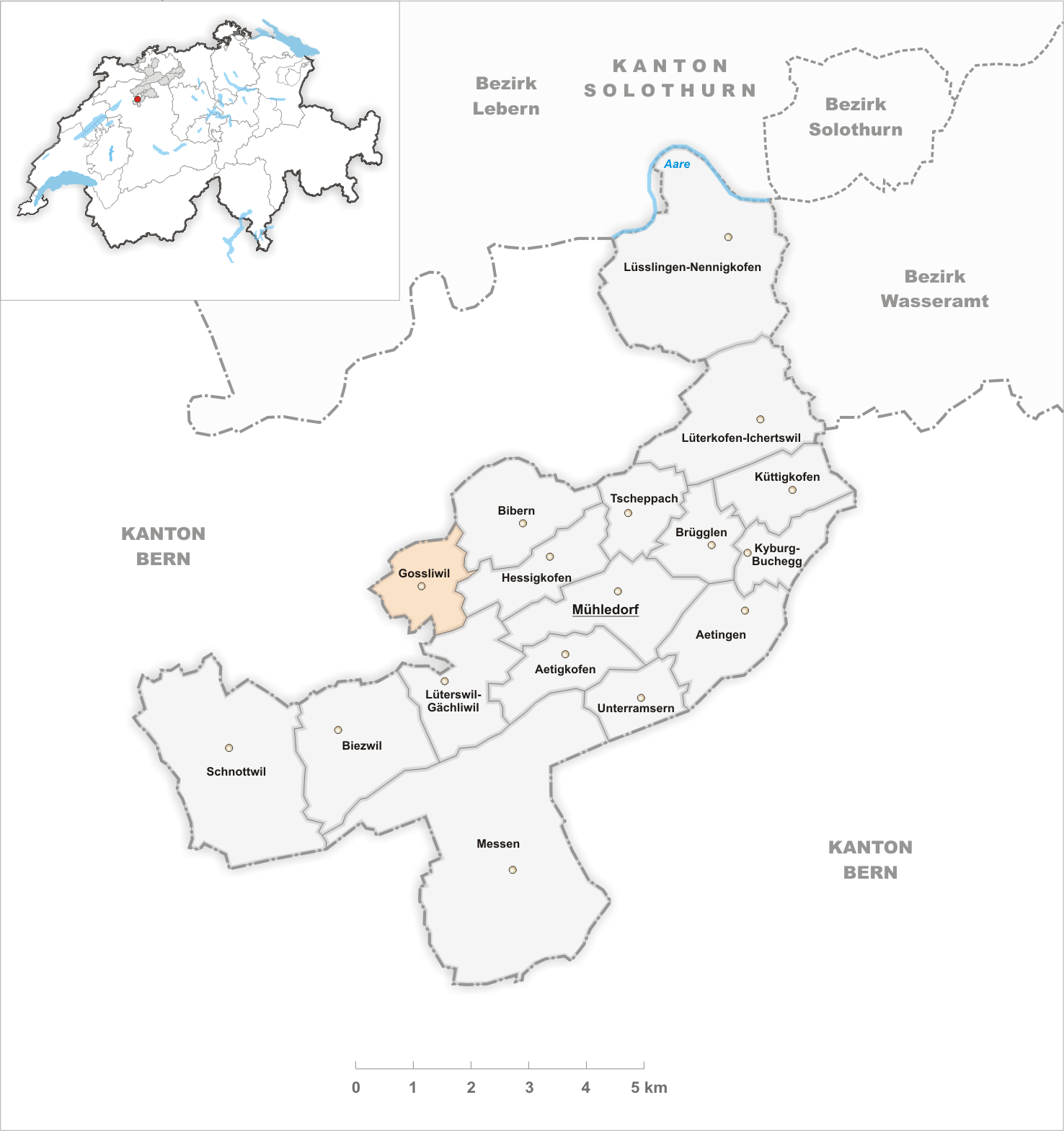
Gemeindestand vor der Fusion am 1. Januar 2014

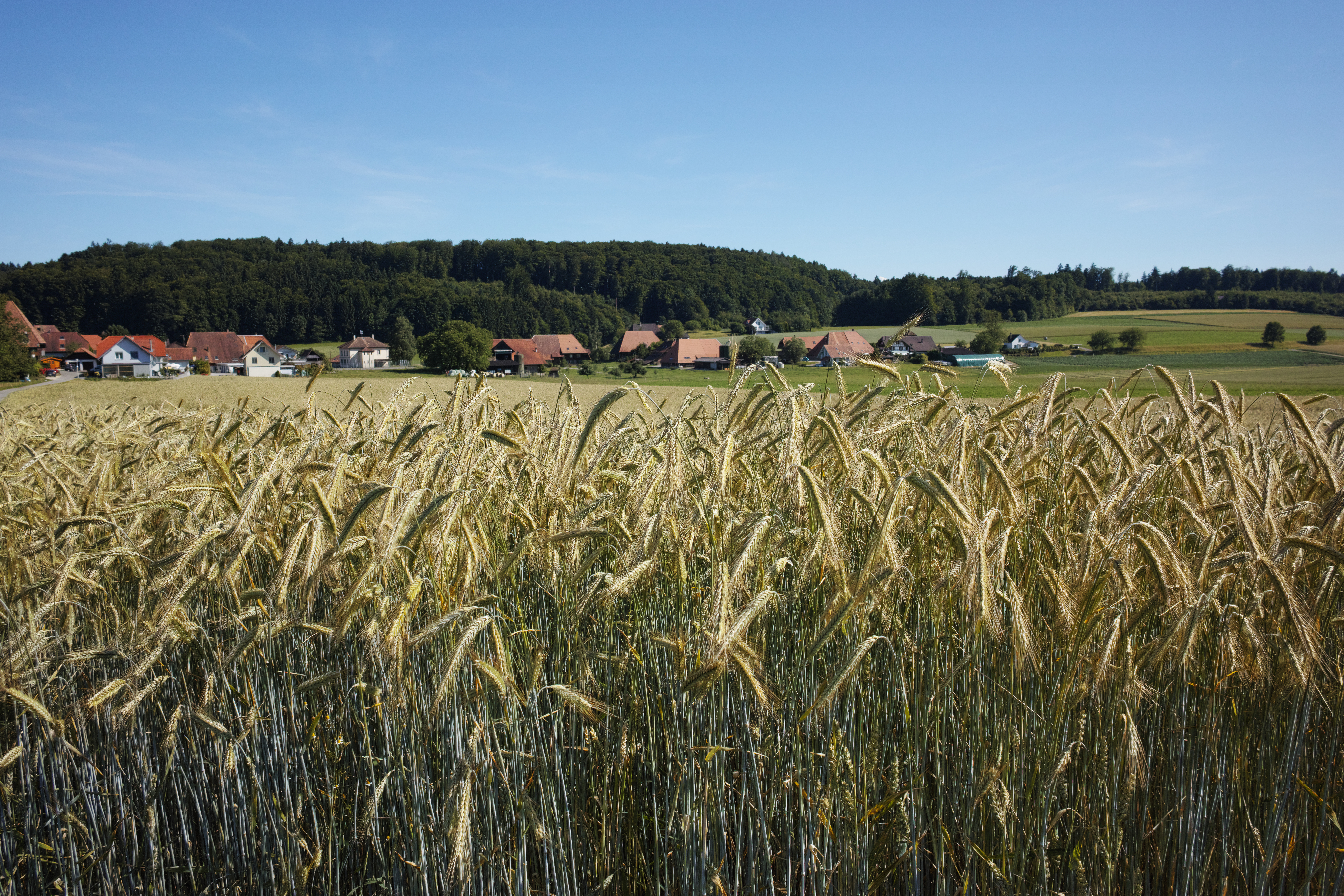
Feld in Gossliwil

Gossliwil ist eine Ortschaft in der Gemeinde Buchegg, Kanton Solothurn.

## Geographie
Gossliwil liegt auf 539 m ü. M., elf Kilometer südwestlich des Kantonshauptortes Solothurn (Luftlinie). Das Strassendorf erstreckt sich in einer Geländemulde am Oberlauf des Biberenbaches, auf dem Bucheggberg, im Solothurner Mittelland.
Die Fläche des 2,0 km² großen Gemeindegebiets umfasst einen Abschnitt der Molassehöhen des Bucheggberges. Das Gebiet wird von Südwesten nach Nordosten vom Biberenbach in einem schmalen Tälchen durchflossen. Südöstlich dieser Talniederung erstreckt sich der Gemeindeboden über den Mülirain auf das hier bewaldete Hochplateau des Bucheggberges, auf dem mit 600 m ü. M. die höchste Erhebung von Gossliwil erreicht wird. Nach Westen reicht die Gemeindefläche über einen Sattel in das Einzugsgebiet des Rütibachs. Der nordwestliche und nördliche Teil wird ebenfalls von einem Plateau eingenommen, das bis an den Rand der ausgedehnten Waldgebiete von Hinterholz und Rütiwald reicht. Von der Gemeindefläche entfielen 1997 9 % auf Siedlungen, 33 % auf Wald und Gehölze und 58 % auf Landwirtschaft.
Zu Gossliwil gehören einige Einzelhöfe.

## Bevölkerung
Mit 196 Einwohnern (Stand 31. Dezember 2013) gehörte Gossliwil zu den kleinsten Gemeinden des Kantons Solothurn. Von den Bewohnern sind 97,3 % deutschsprachig, 2,1 % albanischsprachig und 0,5 % sprechen Portugiesisch (Stand 2000). Die Bevölkerungszahl von Gossliwil belief sich 1850 auf 191 Einwohner, 1900 ebenfalls auf 191 Einwohner. Im Verlauf des 20. Jahrhunderts wurde insgesamt ein leichter Bevölkerungsrückgang registriert. Seit etwa 1980 (168 Einwohner) verzeichnet das Dorf jedoch wieder eine Bevölkerungszunahme.

## Wirtschaft
Gossliwil war bis in die zweite Hälfte des 20. Jahrhunderts ein vorwiegend durch die Landwirtschaft geprägtes Dorf. Die Wasserkraft des Biberenbachs wurde früher für den Betrieb einer Mühle genutzt. Noch heute haben der Ackerbau und der Obstbau sowie die Viehzucht einen wichtigen Stellenwert in der Erwerbsstruktur der Bevölkerung. Einige weitere Arbeitsplätze sind im lokalen Kleingewerbe und im Dienstleistungssektor vorhanden, unter anderem in einem Betrieb des Montagebaus. In den letzten Jahrzehnten hat sich das Dorf auch zu einer Wohngemeinde entwickelt. Viele Erwerbstätige sind deshalb Wegpendler, die hauptsächlich in den Regionen Solothurn und Grenchen arbeiten.

## Verkehr
Der Ort liegt abseits der grösseren Durchgangsstrassen an einer Verbindungsstrasse von Lohn-Ammannsegg durch das Biberental nach Büren an der Aare. Der nächste Anschluss an die Autobahn A5 befindet sich rund 5 km vom Ortskern entfernt. Durch einen Postautokurs, welcher die Strecke vom Bahnhof Lohn-Lüterkofen nach Schnottwil bedient, sowie durch den Rufbus Bucheggberg ist Gossliwil an das Netz des öffentlichen Verkehrs angeschlossen.

## Geschichte
Das Gemeindegebiet von Gossliwil war schon sehr früh besiedelt, was durch die Funde von Überresten mehrerer römischer Landhäuser nachgewiesen werden konnte. Die erste urkundliche Erwähnung des Ortes erfolgte 1246 unter dem Namen Gosseriswile. Jüngere Schreibvarianten sind Goselwyl (1276), Gosselawile (1334) und Goslawile (1349). Der Ortsname geht auf den althochdeutschen Personennamen Gaushari zurück und bedeutet «bei den Höfen des Gaushari».
Seit dem Mittelalter unterstand Gossliwil der Herrschaft Buchegg, die Teil der Landgrafschaft Burgund war, 1391 von Solothurn erworben und zur Vogtei Bucheggberg umgewandelt wurde. Bis 1798 lag die hohe Gerichtsbarkeit beim bernischen Landgericht Zollikofen, während Solothurn mit dem Gerichtsort Schnottwil die niedere Gerichtsbarkeit ausübte. Nach dem Zusammenbruch des Ancien Régime (1798) gehörte Gossliwil während der Helvetik zum Distrikt Biberist und ab 1803 zum Bezirk Bucheggberg.
Die bis zum 31. Dezember 2013 selbständige Einwohnergemeinde Gossliwil fusionierte auf den 1. Januar 2014 zusammen mit den damaligen Gemeinden Aetigkofen, Aetingen, Bibern, Brügglen, Hessigkofen, Küttigkofen, Kyburg-Buchegg, Mühledorf und Tscheppach zur neuen Gemeinde Buchegg.

## Wappen
Blasonierung
In Rot auf grünem Dreiberg stehende gelbe Garbe, begleitet von drei einfachen fünfblättrigen gelben Rosen
Die Rosen spielen auf die ehemalige Zugehörigkeit des Dorfes zur Herrschaft Buchegg an.

## Sehenswürdigkeiten
Im Ortskern von Gossliwil sind mehrere charakteristische Bauernhäuser aus dem 18. und 19. Jahrhundert erhalten. Ein Speicher stammt von 1690, die ehemalige Mühle wurde 1819 neu erbaut. Gossliwil besitzt keine eigene Kirche, es gehört zur Kirchgemeinde Oberwil bei Büren.

## Film
Gossliwil war Schauplatz des gleichnamigen Dokumentarfilms von Hans Stürm und Beatrice Michel, der das bäuerliche Leben in der Schweiz thematisierte. Stürm und Michel lebten und arbeiteten von 1982 bis 1984 in Gossliwil und erstellten daraus einen gut dreistündigen Film, der zu den zentralen Werken des Jungen Schweizer Films zählt.

## Persönlichkeiten
- Friedrich Stuber (1864–1945), Lehrer, Gefängnisdirektor und Politiker
- Albrecht Emch (1836–1904), Bezirkslehrer, Kantonsrat und Schriftsteller
- Arnold Emch (1871–1959), Mathematikprofessor